# Bisenda Buzurg
Bisenda Buzurg är en ort i Indien.   Den ligger i distriktet Bānda och delstaten Uttar Pradesh, i den centrala delen av landet, 500 km sydost om huvudstaden New Delhi. Bisenda Buzurg ligger 134 meter över havet och antalet invånare är 11 100.
Terrängen runt Bisenda Buzurg är mycket platt. Runt Bisenda Buzurg är det tätbefolkat, med 427 invånare per kvadratkilometer. Närmaste större samhälle är Atarra Buzurg, 13,9 km söder om Bisenda Buzurg. Trakten runt Bisenda Buzurg består till största delen av jordbruksmark.